# Јустина Свјенти
Јустина Свјенти-Ерсетик (пољ. Justyna Święty-Ersetic; Раћибож, 3. децембар 1992) је пољска атлетичарка, специјалиста за трчање на 400 метара и стандардна чланица пољске штафете 4 х 400 метара.

## Спортска биографија
Први пут је представљала Пољску на Светском првенству младих 2009. у Бресанону (Италија) где је са мешовитом штафетом освојила 6. место. Следеће године са штафетом учествује на Светском јуниорском првенству и у фииналу заузима 8 место. Прву медаљу осваја са штафетом 4 х 400 метара на Европском јуниорском првенству 2011. Биле су други. На Европском првенству за млађе сениоре 2013. двоструки је освајач медаља бронзана је на 400 метара, а златна са штафетом. Са штафетом осваја још једну медаљу на Европском првенству зу дворани 2015.. Биле су треће.

## Значајнији резултати
| Год.   | Такмичење                               | Место                           | Плас.  | Дисциплина       | Рез.    |
| Пољска | Пољска                                  | Пољска                          | Пољска | Пољска           | Пољска  |
| ------ | --------------------------------------- | ------------------------------- | ------ | ---------------- | ------- |
| 2009   | Светско првенство младих                | Бресаноне, Италија              | 6.     | Мешовита штафета | 2:10,01 |
| 2010   | Светско јуниорско првенство             | Монктон, Канада                 | 8.     | 4 х 400 м        | 3:42,70 |
| 2011   | Европско јуниорско првенство            | Талин, Естонија                 |        | 4 х 400 м        | 3:35,35 |
| 2012   | Европско првенство                      | Хелсинки, Финска                | 19.    | 400 м            | 53,68   |
| 2012   | Европско првенство                      | Хелсинки, Финска                | 8.     | 4 х 400 м        | 3:30,17 |
| 2012   | Олимпијске игре                         | Лондон, Уједињено Краљевство    | 13.    | 4 х 400 м        | 3:30,15 |
| 2013   | Европско првенство У-23                 | Тампере, Финска                 |        | 400 м            | 52,22   |
| 2013   | Европско првенство У-23                 | Тампере, Финска                 |        | 4 ј 400 м        | 3:29,74 |
| 2013   | Светско првенство                       | Москва, Русија                  | 9.     | 4 х 400 м        | 3:29,75 |
| 2014   | Светско првенство у дворани             | Сопот, Пољска                   | 4.     | 400 м            | 52,20   |
| 2014   | Светско првенство у дворани             | Сопот, Пољска                   | 5.     | 4 х 400 м        | 3:29,89 |
| 2014   | ИААФ Светско првенство у тркама штафета | Насау, Бахаме                   | 5.     | 4 х 400 м        | 3:27,37 |
| 2014   | Европско првенство                      | Цирих, Швајцарска               | 13     | 400 м            | 52,85   |
| 2014   | Европско првенство                      | Цирих, Швајцарска               | 5.     | 4 х 400 м        | 3:25,73 |
| 2015   | Европско првенство у дворани            | Праг, Чешка                     | 9.     | 400 м            | 53,53   |
| 2015   | Европско првенство у дворани            | Праг, Чешка                     |        | 4 х 400 м        | 3:31,90 |
| 2015   | ИААФ Светско првенство у тркама штафета | Насау, Бахаме                   | 5.     | 4 х 400 м        | 3:29,30 |
| 2015   | Универзијада                            | Квангџу, Јужна Кореја           | 6.     | 400 м            | 52,44   |
| 2015   | Универзијада                            | Квангџу, Јужна Кореја           |        | 4 х 400 м        | 3:31,98 |
| 2015   | Светско првенство                       | Пекинг, Кина                    | 15.    | 4 х 400 м        | 3:29,83 |
| 2016.  | Светско првенство у дворани             | Портланд, САД                   | 5.     | 400 м            | 52,46   |
| 2016.  | Светско првенство у дворани             | Портланд, САД                   | 5.     | 4 х 400 м        | 3:31,15 |
| 2016.  | Европско првенство                      | Амстердам, Холандија            | 6.     | 400 м            | 51,96   |
| 2016.  | Европско првенство                      | Амстердам, Холандија            | 4.     | 4 х 400 м        | 3:27,60 |
| 2016.  | Олимпијаске игре                        | Рио де Жанеиро, Бразил          | 17.    | 400 м            | 51,62   |
| 2016.  | Олимпијаске игре                        | Рио де Жанеиро, Бразил          | 7.     | 4 х 400 м        | 3:27,28 |
| 2017.  | Европско првенство у дворани            | Београд, Србија                 |        | 400 м            | 52,52   |
| 2017.  | Европско првенство у дворани            | Београд, Србија                 |        | 4 х 400 м        | 3:29,94 |
| 2018.  | Светско првенство у дворани             | Бирмингем, Уједињено Краљевство |        | 4 х 400 м        | 3:26,09 |
| 2018.  | Европско првенство                      | Берлин, Њемачка                 |        | 400 м            | 50,41   |
| 2018.  | Европско првенство                      | Берлин, Њемачка                 |        | 4 х 400 м        | 3:26,59 |
| 2019.  | Европско првенство у дворани            | Глазгов, Уједињено Краљевство   | 6.     | 400 м            | 52,64   |
| 2019.  | Европско првенство у дворани            | Глазгов, Уједињено Краљевство   |        | 4 х 400 м        | 3:28,77 |
| 2019.  | Светско првенство                       | Доха, Катар                     | 7.     | 400 м            | 50,95   |
| 2019.  | Светско првенство                       | Доха, Катар                     |        | 4 х 400 м        | 3:21,89 |
| 2021.  | Европско првенство у дворани            | Торуњ, Пољска                   |        | 400 м            | 51,41   |

## Лични рекорди
| Дисциплина | Дисциплина   | Резултат | Место  | Датум            |
| ---------- | ------------ | -------- | ------ | ---------------- |
| 400 м      | на отвореном | 50,41    | Берлин | 11. август 2018. |
| 400 м      | у дворани    | 51,37    | Торуњ  | 8. фебруар 2020. |